# Neopetrobia burchelliae
Neopetrobia burchelliae är en spindeldjursart som beskrevs av Meyer 1989. Neopetrobia burchelliae ingår i släktet Neopetrobia och familjen Tetranychidae. Inga underarter finns listade i Catalogue of Life.